# Flanger
Een flanger is een geluidstechnisch effect waarbij aan het bronsignaal een korte echo wordt toegevoegd. De duur van deze echo wordt cyclisch gemoduleerd, doorgaans door een laagfrequente oscillator. Dit resulteert in een gemoduleerd kamfiltereffect, wat een modulerend timbre tot gevolg heeft.
De term vindt zijn oorsprong in 1966 in de Abbey Road-studio. Een spoor op een tape werd gedupliceerd naar een andere tape. Door tijdens het afspelen van beide tapes de rand van een van de spoelen (flange) aan te raken, ging die spoel tijdelijk iets langzamer draaien, waardoor een korte vertraging ontstond. Het flange-effect werd bereikt door beide tapes samen te mixen. Vanaf 1952 had Les Paul het effect echter al op verschillende nummers gebruikt en ook de Gold Star Studios maakten er al vanaf 1959 gebruik van.
In de meeste gevallen wordt de vertraging gemoduleerd door een laagfrequente oscillator. Hiervan kan men de frequentie en bereik instellen. Een bekend en veelgebruikt fenomeen bij een flanger is de mogelijkheid om het uitgangssignaal terug te koppelen en te mixen met het ingangssignaal. In feite doorloopt het signaal dan meer dan eens het effect. Dit veroorzaakt resonanties. Dit noemt men dan feedback of terugkoppeling. Bij een hoge mate van terugkoppeling neigt een zaagtandgolfvorm te ontstaan, waarvan de frequentie gelijk is aan de inverse van de duur van de echo. Wanneer in de terugkoppelingslus de fase omgedraaid wordt, neigt een blokgolf te ontstaan.

## Elektronische chorus
Technisch gezien is een elektronische chorus identiek aan een flanger. Het verschil is dat bij een chorus vaak een hogere frequentie en een groter bereik van de laagfrequente oscillator wordt gebruikt. Dit resulteert in het dopplereffect: wanneer de duur van de echo geleidelijk groter wordt, is de resulterende toonhoogte lager en vice versa. Wanneer het bron- en chorussignaal bij elkaar gemixt worden, ontstaat zweving, wat in een bredere klank resulteert.

## Geluidsvoorbeelden
Klik hier voor een geluidsvoorbeeld van een flanger en een chorus.